# آناکونداس: دنباله خون
آناکونداس: دنباله خون (به انگلیسی: Anacondas: Trail of Blood (همچنین با نام آناکوندا ۴ شناخته می شود) یک تله‌فیلم آمریکایی در ژانر دلهره آور و فیلم ترسناک محصول سال ۲۰۰۹ است.
این فیلم اولین بار در تاریخ ۲۸ فوریه ۲۰۰۹ در شبکه سای‌فای پخش شد.

## خلاصه داستان فیلم
گروهی برای پیدا کردن گیاهی که درمان بخش بیماری سرطان است به منطقه‌ای مسافرت می‌کنند که در آنجا با مارهای غول پیکر آناکوندا که بیش از اندازهٔ طبیعی خود رشد کرده‌اند درگیر می‌شوند...

## بازیگران
- کریستال آلن در نقش دکتر آماندا هایز
- جان ریس-دیویس در نقش پیتر "JD" مردوخ
- لیندن اشبی در نقش جکسون
- آنا اولارو در نقش هدر
- امیل هُـشتینا به عنوان یوجین
- دنی میدوینتر در نقش اسکات
- Călin Stanciu به عنوان الکس
- آنکا آندرون به عنوان وندی
- الکساندر پوتوکینو به عنوان رولاند / پاتریک
- کلودیو بلون در نقش آرمون
- دن بدارائو به عنوان واسیله
- زولتان بوتوچ به عنوان پیتر رئسنر [۱][۲]